# Porto Palermo

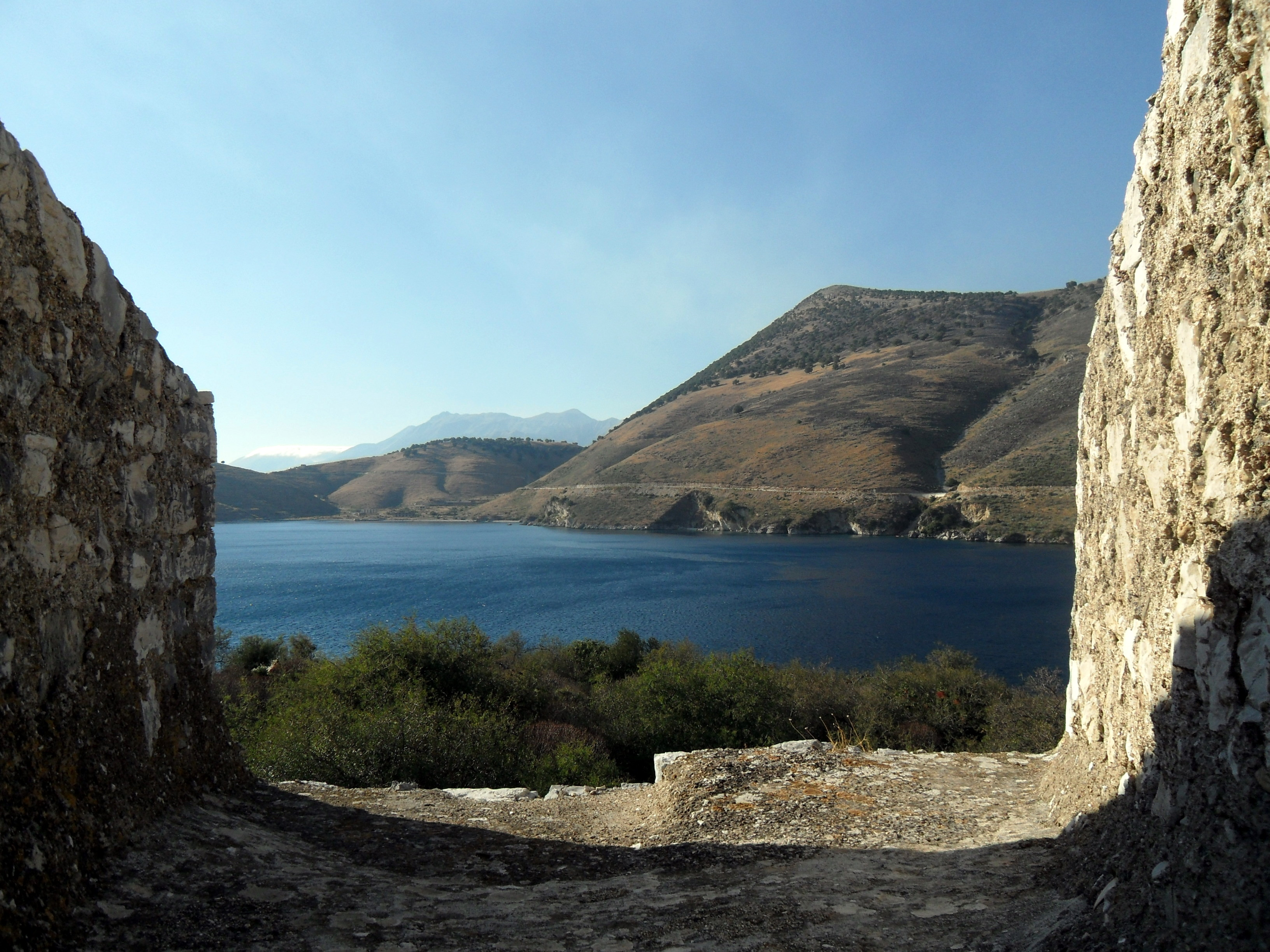
Blick von der Festung auf die Bucht (2010)

Porto Palermo (albanisch Gjiri i Panormës oder Gjiri i Palermos, auf Deutsch: „Bucht von Panorma/Palermo“) ist eine geschützte tektonische Bucht etwa sechs Kilometer südlich von Himara an der Küste des Ionischen Meeres in Südalbanien im Qark Vlora. Sie liegt an der kurvenreichen Küstenstraße SH 8 zwischen Himara und Borsh, etwa 40 Kilometer nördlich der Insel Korfu. Die Bucht befindet sich an der sogenannten Albanischen Riviera, dem Küstenabschnitt nördlich von Saranda bis zur Adria, der durch das steil aufragende Ceraunische Gebirge vom Hinterland getrennt wird.
Die Geschichte des Orts reicht zurück bis in die Antike. Archäologische Funde beweisen seine Bedeutung im maritimen Handel, und er mag mit dem antiken Hafen Panormos identisch sein.

## Festung Porto Palermo

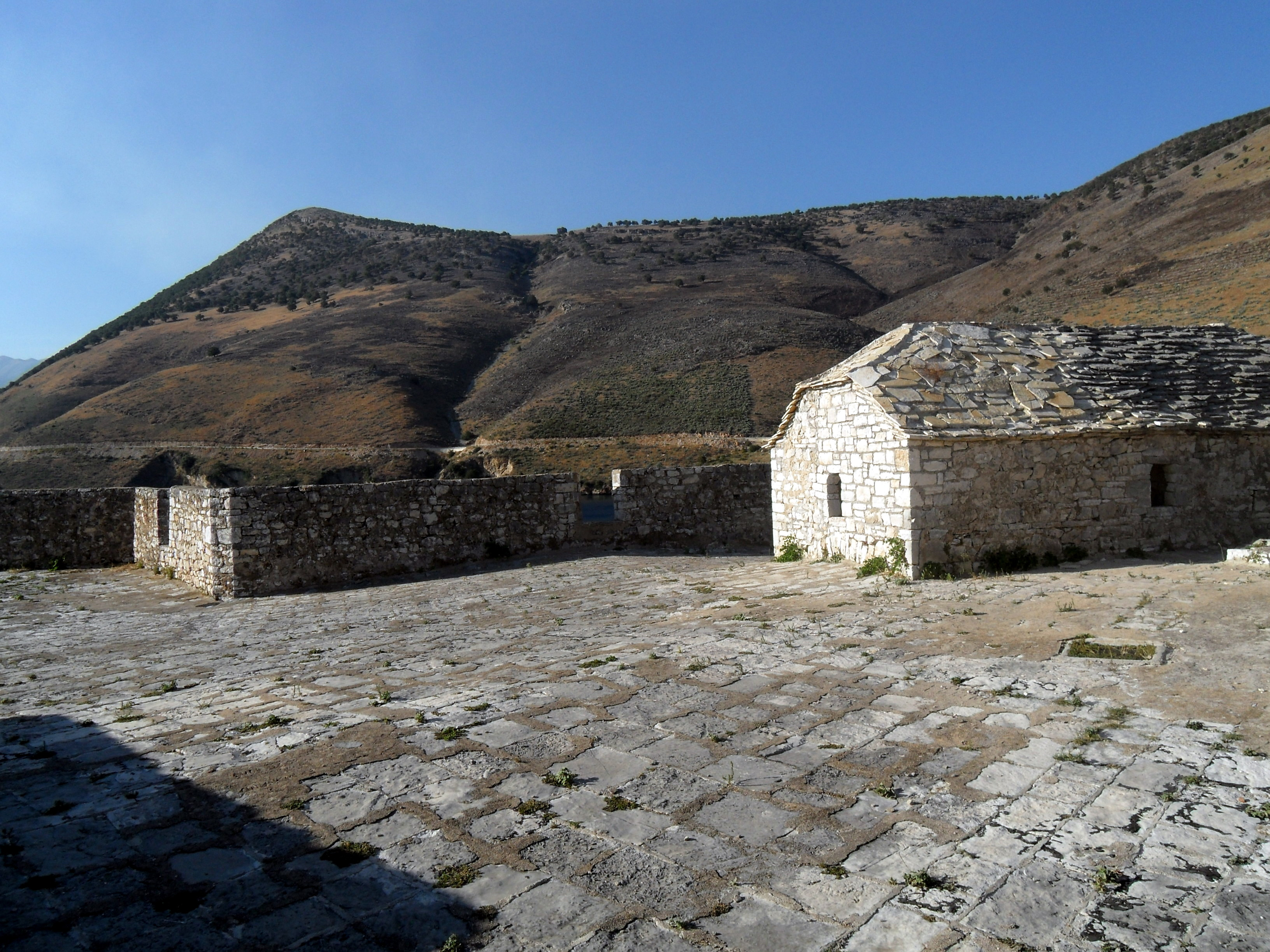
Auf dem Dach der Festung (2010)

In der Mitte der Bucht liegt eine kleine Halbinsel, deren Verbindung zum Festland als Stellplatz für Campingwagen und als Badestrand dient.
Auf der Halbinsel liegt eine gut erhaltene alte Festung, die Kalaja e Porto Palermos (deutsch Burg von Porto Palermo). Die Anlage mit dreieckigem Grundriss und drei runden Eckbastionen ist der dreieckigen Festung in Butrint ähnlich. Sie lag einst in militärischem Sperrgebiet und wurde während der kommunistischen Zeit noch vom albanischen Militär genutzt. Heute ist die Festung gegen eine kleine Gebühr zugänglich und kann erkundet werden. Durch die dunklen Gewölbe gelangt man auf das Dach, von wo man einen guten Ausblick auf die Bucht hat.
Die Entstehungs- und Baugeschichte ist nicht ganz klar. Meist wird ausgeführt, die Festung sei zu Beginn des 19. Jahrhunderts von Ali Pascha Tepelena erbaut worden, als er die Unabhängigkeit seines Paschaliks von Janina vom Osmanischen Reich anstrebte und im gesamten Süden des heutigen Albanien Festungen bauen und renovieren ließ. Die um 1500 erbaute dreieckige venezianische Festung am Vivar-Kanal in Butrint soll als Vorbild für Porto Palermo gedient haben. Es existierten aber bereits zuvor Festungsanlagen.
Vielleicht gab es bereits eine venezianische Befestigung, die um die gleiche Zeit wie diejenige in Butrint vor dem Aufkommen des Bastionärsystems im Festungsbau errichtet worden war. Überliefert ist, dass im Jahr 1662 die Türken eine bestehende Festung in Porto Palermo modernisierten oder eine neue Festung in Porto Palermo errichteten. Die Anlage diente in erster Linie der Kontrolle der lokalen Bevölkerung im Großraum Himara, die sich immer wieder gegen die Türken erhoben hatte.
Wie die Sulioten kämpften die Bewohner von Himara um das Jahr 1800 auch gegen Ali Pasha Tepelena, der sie teilweise sehr blutig unterdrückte. In diesen Zeitraum fallen auch die Bauaktivitäten an der Festung von Porto Palermo. In der Folge wurde es ruhig in der Region. 1803 bot Ali Pascha den Hafen und die Festung, die zu diesem Zeitpunkt lediglich vier oder fünf Geschütze besaß, der britischen Royal Navy an.

## U-Boot-Basis und -Bunker

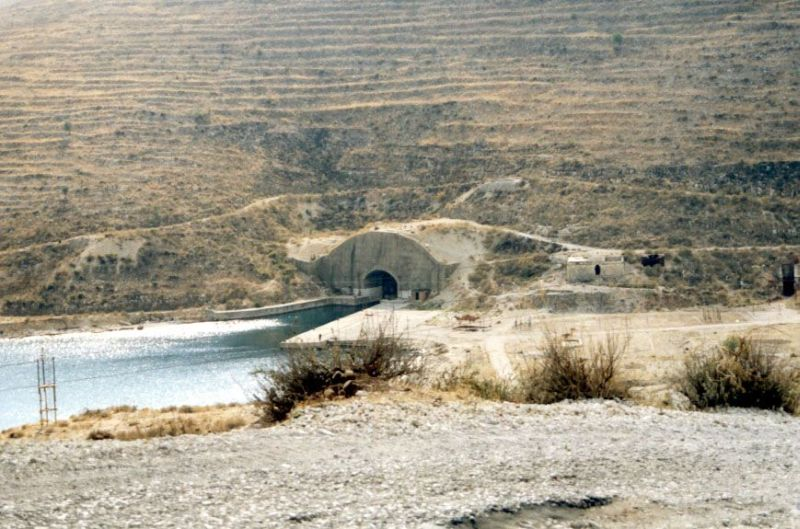
Einfahrt zum U-Boot-Bunker (2000)

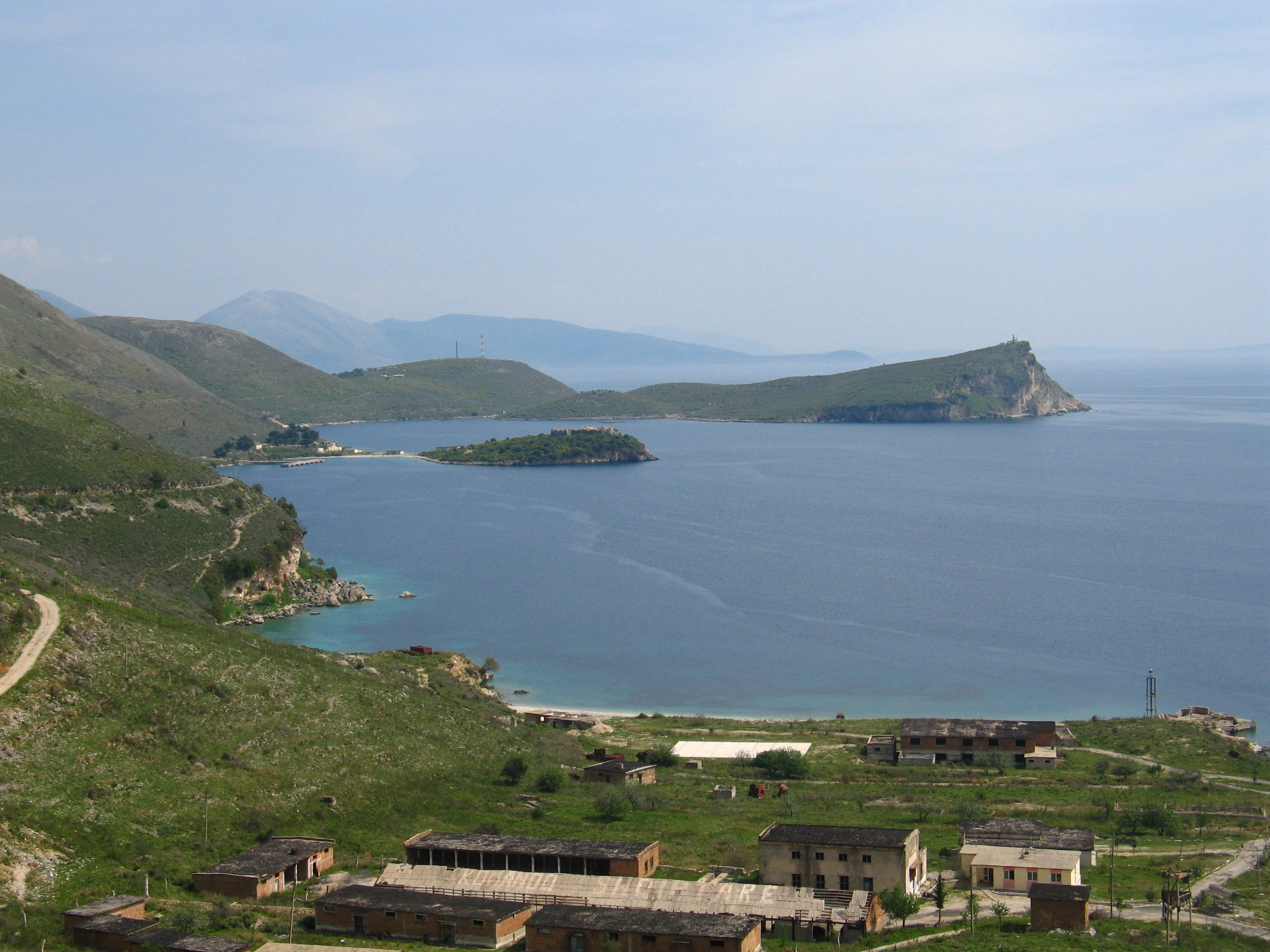
Militärbasis und Bucht von Norden (2006)

Am Nordende der Bucht von Porto Palermo befindet sich eine ehemalige U-Boot-Basis der albanischen Marine mit einem in den Berg gesprengten, von der Burg und der Küstenstraße gut sichtbaren U-Boot-Bunker. Vom Meer ist die Anlage nicht zu sehen. Die Basis ist heute zwar praktisch ungenutzt, aber immer noch im Besitz der Marine, die dort zwei kleine Patrouillenboote stationiert hat, und daher militärisches Sperrgebiet.
Porto Palermo war während der Herrschaft von Enver Hoxha eine wichtige Basis der albanischen Marine. Nach der Gründung des Warschauer Pakts im Jahre 1955, dem Albanien als Gründungsmitglied angehörte, stationierte die Sowjetunion zwölf U-Boote der Whiskey-Klasse in der Marinebasis Pashaliman am Südwestende der Bucht von Vlora. Als die Sowjetunion 1960/61 ihre militärische Präsenz in Albanien auf Verlangen Hoxhas beendete, eignete sich Hoxha vier der Boote (S-241, S-242, S-358, S-360) an, die mit albanischen Besatzungen gefahren waren. Albanien lehnte sich dann an China an, und mit chinesischer Hilfe begann man in den späten 1960er Jahren mit dem Bau des U-Boot-Tunnels in Porto Palermo. China zog sich jedoch schon bald aus dem gemeinsamen Unternehmen zurück, so dass Albanien den Bau unter enormen Kosten allein fertigstellte. Der Tunnel ist mehr als 650 Meter lang und 12 Meter hoch und bot Platz für vier 75 Meter lange U-Boote der Whiskey-Klasse. Im Inneren befanden sich sämtliche notwendigen Versorgungsanlagen.
Die zugehörigen Kasernenanlagen stehen heute weitgehend leer und sind in ziemlich verwahrlostem Zustand. Selbst die Umzäunung ist kaum noch vorhanden. Über den Zustand im Inneren des U-Boot-Bunkers ist nichts bekannt.